# Mörderische Stille
Mörderische Stille ist ein deutscher Fernsehfilm aus dem Jahr 2016. In der Hauptrolle spielt Jan Josef Liefers einen Kommissar, der an der Nordseeküste einen Mord aufklären muss, der bis zu einem Kriegsverbrechen im Kosovo zurückreicht. Premiere war am Filmfest Hamburg 2016. Im ZDF wurde der Film erstmals am 9. Januar 2017 gezeigt.

## Handlung
Ein Angler zieht vor der Küste von Wilhelmshaven eine männliche Leiche aus der Nordsee. Kommissar Holzer und seine Assistentin Amal Catack nehmen die Ermittlungen auf. Sie müssen zunächst die Identität des Mannes feststellen, den niemand zu kennen scheint. Der Mann ist geschlagen und erstochen worden, bevor er – verpackt in ein Segeltuch und mit Gewichten beschwert – versenkt wurde. Es stellt sich heraus, dass der Mann, ein Holländer namens Ruud Achtermaat, früher Soldat gewesen ist und im Kosovo im Einsatz war. Da Segelschullehrer Kühnert ebenfalls im Kosovo stationiert war und dort als Mitglied des KSK Kriegsverbrecher verfolgt hatte, könnte er etwas damit zu tun haben. Er hat jedoch ein Alibi und lebt mittlerweile mit seiner gehörlosen Ehefrau Elena und Tochter Sabin ein geordnetes Leben. Als wenig später ein Freund der Familie Kühnert, der Kosovo-Albaner Miro Pupic, von einem Scharfschützen erschossen wird, könnte dies auf einen Racheakt hinweisen.
Von Kühnert erfährt Holzer, dass Achtermaat zu einem früheren Freund aus Kriegszeiten, Gerd Heider, Kontakt aufgenommen haben könnte, da dieser ganz in der Nähe eine dubiose internationale Sicherheitsfirma leitet. Kühnert hätte mit Heider aber nichts mehr zu tun, beide würden sich aus dem Weg gehen. Bei ihren Ermittlungen finden Holzer und Catack heraus, dass Achtermaat im Kosovo eine Frau vergewaltigt hat und im Verdacht stand, mit einheimischen Zuhältern Bordelle für die stationierten NATO-Soldaten zu unterhalten. Es hat aber damals nicht genug Beweise gegeben oder die Frauen haben nicht ausgesagt. Später stellt sich heraus, dass Kühnert damals im Kosovo die Vergewaltigung Elenas durch Heider und Achtermaat gefilmt hat. Um das Leben von Elena und Sabin nicht zu gefährden, hat er den Film an Achtermaat verkauft. Dieser wollte wohl nun Heider damit erpressen. Holzer kann die SD-Karte mit dem Film in einer von Achtermaat gemieteten Wohnung auffinden.
Kühnert gelingt es mit Hilfe seiner Frau, sowohl Heider als auch Holzer auf sein Boot zu locken. Als es zu einer Auseinandersetzung kommt wirft Kühnert Heider über Bord, auch Holzer fällt bei einer heftigen Bewegung des Bootes ins Wasser. Kühnert rettet Holzer und überlässt Heider dem Meer. Bei den nachfolgenden Verhören von Kühnert und seiner Frau Elena gestehen beide unabhängig voneinander die Tötung von Achtermaat. Da jedoch beide Rechtshänder sind, die Tat aber von einem Linkshänder ausgeführt wurde, kann dies nicht stimmen. Sie versuchen also, jemanden zu decken. Holzer weiß, dass Sabin Linkshänderin ist; sie muss die Tat begangen haben. Holzer nimmt sie jedoch nicht fest, sondern lässt sie und Elena mit ihrem Segelboot zu einer Reise aufbrechen.

## Produktion

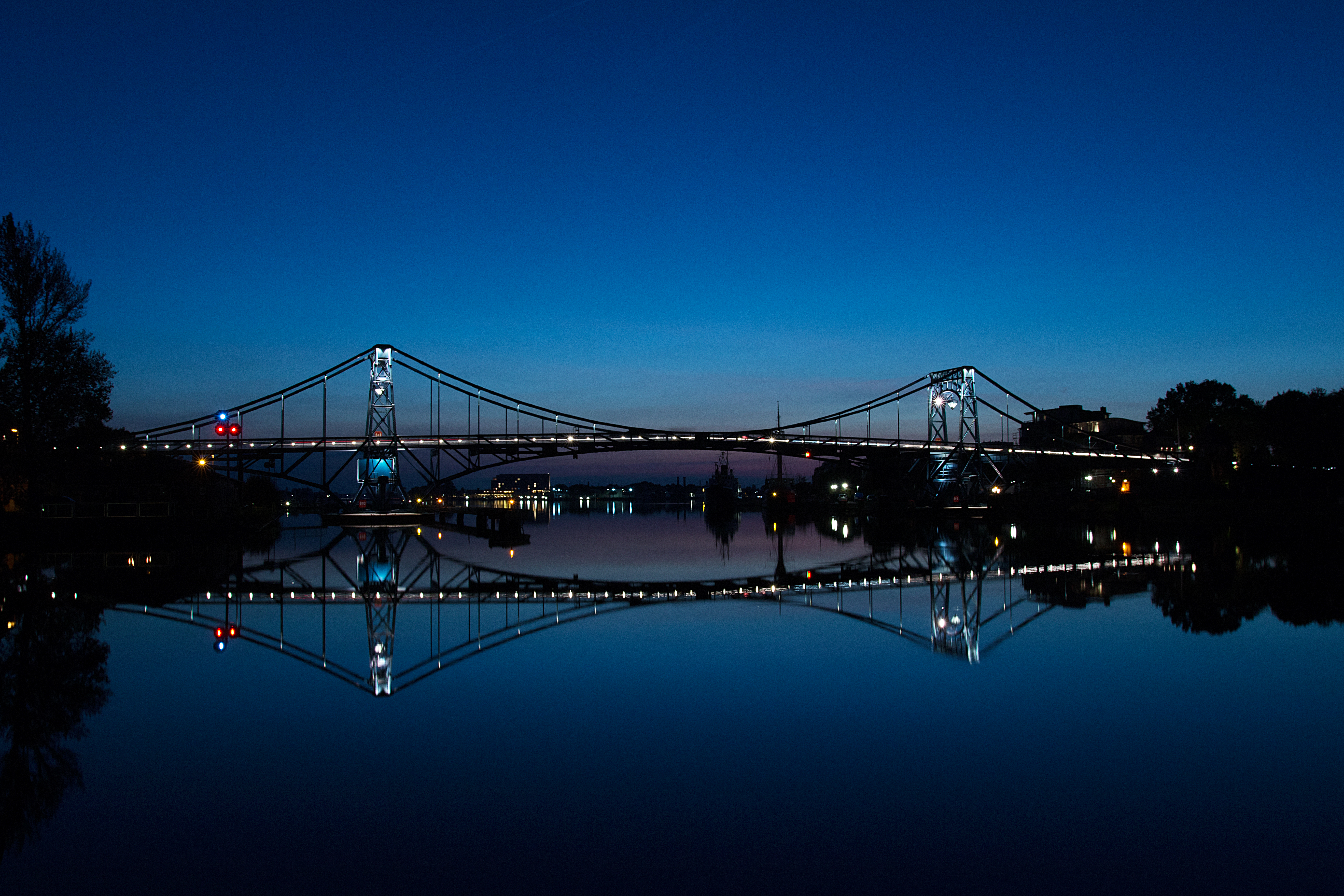
Kaiser-Wilhelm-Brücke: Wahrzeichen der Stadt Wilhelmshaven und Drehort des Films

Der Film wurde zwischen dem 29. September 2015 und dem 1. November 2015 in Wilhelmshaven gedreht.

## Rezeption

### Kritik
Das Lexikon des internationalen Films verleiht für Mörderische Stille 3 von 5 Sternen. Der Film sei ein „[i]ntensiver, in den Hauptrollen fesselnd gespielter (Fernseh-)Politthriller um verbrecherische Kfor-Soldaten, Vergewaltigungen und Bordelle für Nato-Schutztruppen, deren Kollateralschäden die seelisch wie moralisch erschöpften Ermittler ausgeliefert sind“.
Rainer Tittelbach lobt den Film und gibt ihm in seiner Besprechung bei tittelbach.tv insgesamt 5 von 6 Sternen. Der Film verbinde verschiedene Aspekte und reiche von einem Schuld-und-Sühne-Drama bis hin zu einem Politkrimi. Auch wenn der Titel des Films relativ einfallslos daherkäme, schlage er dennoch einen stimmigen, angenehm konzentrierten Erzählton an. Die Schauspieler würden harmonieren und Liefers als Kommissar Holzer den absoluten Gegenpol zu seiner Rolle als Münsteraner Kommissar Boerne darstellen. Für Tittelbach sei dies einer von Liefers überzeugendsten Auftritten. Er resümiert: „Die vorzügliche Idee, den Krimi-Plot mit der Erfahrungswelt von Gehörlosen kurzzuschließen, verdichtet die Narration und macht aus dem TV-Drama viel mehr als einen politisch motivierten Whodunit. Liefers sah man selten so gut. Lohmeyer ist wie immer eine sichere Bank. Sylvie Testud aber ist ein Ereignis.“

### Einschaltquoten
Die Erstausstrahlung von Mörderische Stille im ZDF am 9. Januar 2017 sahen 7,46 Millionen Zuschauer. Dies entsprach einem Marktanteil von 21,7 %.